# 白宮女總統
《三军统帅》（英語：Commander in Chief，港譯：《最高統帥》）是一齣背景在華府的美國電視影集。故事是關於美國副總統麥肯絲·艾倫（吉娜·戴維斯飾）在總統腦出血過世後接任其職位，成為第一位女性總統。
本電視影集最初是由美國廣播公司（ABC）在2005年的秋季播出的電視劇。原創人是羅德·魯理（Rod Lurie）。

## 主要角色
- 吉娜·戴維斯（Geena Davis），飾演麥肯絲·艾倫（Mackenzie Spencer Allen）女總統
- 凱爾·塞柯爾（Kyle Secor），飾演羅德·蓋洛威（Rod Calloway）"第一先生"
- 唐納·蘇德蘭（Donald Sutherland），飾演納森·坦普頓（Nathan Templeton）眾議院院長
- 亨利·藍尼克斯（Harry J. Lennix），飾演吉姆·嘉納（Jim Gardner）白宮幕僚長

## 各地播映情形
- 美國：美國廣播公司。
- 香港：亞洲電視國際台。
- 台灣：公共電視台。

## 外部連結
- 官方網站 （页面存档备份，存于）
- 公視網站 （页面存档备份，存于）
- 互联网电影数据库（IMDb）上《白宮女總統》的资料（英文）